# Michael Andersson
Michael Andersson (Höganäs, 4 maart 1967) is een voormalig Zweeds wielrenner. Hij was beroepsrenner van 1995 tot 2001. Andersson was een specialist in het tijdrijden.

## Belangrijkste overwinningen
1990
- Zweeds kampioen individuele tijdrit

1991
- 1e etappe deel B Ronde van Zweden
- eindklassement Ronde van Zweden

1992
- 1e etappe deel B Ronde van Zweden
- 5e etappe Ronde van Zweden
- eindklassement Ronde van Zweden

1993
- Parijs-Evreux

1994
- Zweeds kampioen op de weg

1996
- 3e etappe deel A Ronde van Zweden
- 3e etappe Vredeskoers
- Zweeds kampioen individuele tijdrit

1997
- Zweeds kampioen individuele tijdrit

2000
- 2e etappe Ronde van Zweden
- eindklassement Ronde van Zweden

## Resultaten in voornaamste wedstrijden
| Jaar | Ronde van Italië | Ronde van Frankrijk | Ronde van Spanje |
| ---- | ---------------- | ------------------- | ---------------- |
| 1995 | opgave           |                     | 98e              |
| 1996 |                  |                     | opgave           |
| 1997 |                  |                     | opgave           |
| 1998 | opgave           |                     |                  |
| 2001 |                  |                     | opgave           |

| Jaar | Milaan-San Remo | Luik-Bast.‑Luik | Ronde van Lombardije | Waalse Pijl | Parijs-Tours |  | WK op de weg |
| ---- | --------------- | --------------- | -------------------- | ----------- | ------------ |  | ------------ |
| 1995 |                 |                 |                      |             |              |  |              |
| 1996 |                 |                 | 46e                  |             |              |  | 46e          |
| 1997 | 53e             | 105e            |                      | 23e         | 111e         |  | 66e          |
| 1998 |                 |                 |                      |             |              |  |              |
| 2001 |                 |                 |                      |             |              |  |              |

Wielerploegen van Michael Andersson
Aldag ·
Andersson (tot 31/10) ·
Audehm ·
Bölts ·
Dietz ·
Henn ·
Heppner ·
Holm ·
Hundertmarck ·
Kummer ·
Lafis · 
Ludwig ·
Meinert-Nielsen ·
Riis ·
Ullrich ·
Werner ·
Wesemann ·
Zabel ·
Kyneb (stagiair)
Andersson ·
Blijlevens ·
Capiot ·
de Jongh ·
de Koning ·
den Bakker ·
Dubbeldam ·
Hamburger · 
Hoffman · 
Ivanov ·
Kjærgaard ·
Knaven ·  
Michaelsen ·
Pétilleau ·
Redant (tot 30/04) ·
Roux · 
Skibby ·
van der Steen ·
Van Dyck ·
Van Petegem ·
Voskamp · 
Asmaker (stagiair) ·
van Kessel (stagiair) ·
Vries (stagiair)
Andersson ·
Asmaker ·
Blijlevens ·
Capiot ·
de Jongh ·
Dubbeldam ·
Hoffman · 
Ivanov ·
Knaven ·  
Lafis ·
Larsen ·
Michaelsen ·
Møller ·
Oesjakov ·
Roux · 
Van Bondt ·
van der Ven ·
Van Dyck ·
van Kessel ·
Van Petegem ·
Voskamp · 
Vries
Andersson (tot 31/07) · 
Arato · 
Boscolo · 
Dondoglio · 
Grebeči · 
Juhlin · 
Kirchen ·
Kružić ·
Ljungblad · 
Mendez · 
Panetta · 
Rosendahl · 
Schleck · 
Sparr · 
Stalder · 
Stejskal ·
Sullivan · 
Szonn ·
Trentini
Andersson ·
Artunghi ·
Astarloa ·
Borgheresi ·
Brignoli ·
Caravaggio ·
Cigana ·
Coppolillo · 
De Paoli ·
Fontanelli ·  
Forconi ·
Garzelli ·
Mason ·
Ortenzi ·
Pantani ·
Podenzana ·
Siboni ·
Velo ·
Zaina ·
Caneschi (stagiair) ·
De Angeli (stagiair) ·
Savoldi (stagiair) 
Andersson ·
Astarloa ·
Borgheresi ·
Brignoli ·
Caravaggio ·
Cigana ·
Clavero · 
De Angeli ·
De Paoli ·
Di Fresco ·
Fontanelli ·  
Forconi ·
Mason ·
Mondini ·
Moreni ·
Ortenzi ·
Pantani ·
Podenzana ·
Savoldi ·
Siboni ·
Velo